# Râul Orzeni
Râul Orzeni este un curs de apă, afluent al râului Bahlui. 